# هیرویوکی کیمورا
هیرویوکی کیمورا (انگلیسی: Hiroyuki Kimura؛ زادهٔ ۳۰ ژانویهٔ ۱۹۸۲) داور فوتبال اهل ژاپن است.
وی از سال ۲۰۱۴ وارد فهرست داوران فیفا شده‌است.
او در مسابقات لیگ قهرمانان آسیا قضاوت کرده‌است.